# Saab 9-6X
Saab 9-6X, ej att förväxla med den äldre modellen Saab 96, var en planerad CUV försedd med Saab-logotyp. Den var baserad på Subaru B9 Tribeca som är en CUV. Den var främst tänkt att konkurrera med Volvo XC90 och skulle kunna ersätta Saab 9-7X.
Bilen skulle ha samma motoralternativ som Subaru, det vill säga en sexcylindrig boxermotor på tre liter som skulle ge 250-300 hästkrafter i en turboversion. Tillverkningen planerades börja det första kvartalet 2006 i Lafayette, Indiana där andra Subarumodeller byggs för den amerikanska marknader. Till skillnad från Saab 9-7X skulle 9-6X säljas globalt, och för att göra det möjligt ville man ha i en dieselmotor för den europeiska marknaden.